# Elaeocarpus roslii
Elaeocarpus roslii är en tvåhjärtbladig växtart. Elaeocarpus roslii ingår i släktet Elaeocarpus och familjen Elaeocarpaceae.

## Underarter
Arten delas in i följande underarter:
- E. r. bracteolatus
- E. r. opacus
- E. r. roslii
- E. r. terajanus